# Free as a Bird
Free as a Bird ("Lliure com un ocell") és el títol d'una cançó, un senzill i un vídeo realitzat per The Beatles el desembre del 1995 com a part de la promoció del llançament del documental The Beatles Anthology i de l'àlbum Anthology 1, que incloïa aquest tema.

## Història
És una peça inacabada composta originalment per John Lennon pels volts del 1977 a Nova York. Després de la mort de Lennon, i en l'ocasió del documental que explicava la carrera dels Beatles, Yoko Ono va permetre que Paul McCartney, Ringo Starr i George Harrison l'acabessin, convertint-se així en la primera cançó del grup editada després de la seva dissolució, l'any 1970.

## Versió dels Beatles
La producció de la versió final es va fer entre febrer i març de 1994 a Sussex, Anglaterra. Segons va declarar en entrevistes, el grup va tractar de no pensar que Lennon era mort i va fer com si es tractés d'una cançó que els havia deixat perquè l'acabessin mentre que ell estava de vacances.
La cançó té un arranjament clàssic dels Beatles, a base de bateria, guitarres (acústiques i elèctriques), baix i piano. L'enregistrament s'assembla a la cançó de Tom Petty and the Heartbreakers Into the Great Wide Open produïda i coescrita per Jeff Lynne de la Electric Light Orchestra, que va coproduir Free As A Bird.
S'acaba amb un aire lleugerament psicodèlic incloent ukelele i la veu de John Lennon.

## Llista de cançons
- Vinil (7) R6422

1. Free as a Bird - 2:42
  - Composició original de John Lennon; versió dels Beatles arranjada per McCartney, Harrison i Starkey.
  - Produïda per Lennon, McCartney, Harrison, Starkey i Jeff Lynne.
2. Christmas Time (Is Here Again) - 3:02
  - Per Lennon, McCartney, Harrison i Starkey.
  - La música va ser gravada el 28 de novembre del 1967 en els Estudis EMI de Londres. Les salutacions van ser gravades el 6 de desembre de 1966 en els mateixos estudis.

- CD CDR6422

1. Free as a Bird - 4:26
2. I Saw Her Standing There - 2:51
  - Per McCartney i Lennon. Gravada l'11 de febrer de 1963 en els Estudis EMI de Londres. Produïda per George Martin.
  - Aquesta versió va ser gravada abans de la versió més coneguda llançada en el L.P. Please Please Me.
3. This Boy - 3:17
  - Per Lennon i McCartney. Gravada el 17 d'octubre de 1963 en els Estudis EMI de Londres. Produïda per George Martin.
  - Es tracta de dues versions incompletes (preses 12 i 13) on Paul i John riuen en dues ocasions.
4. Christmas Time (Is Here Again) - 3:02